# Kamala Beach

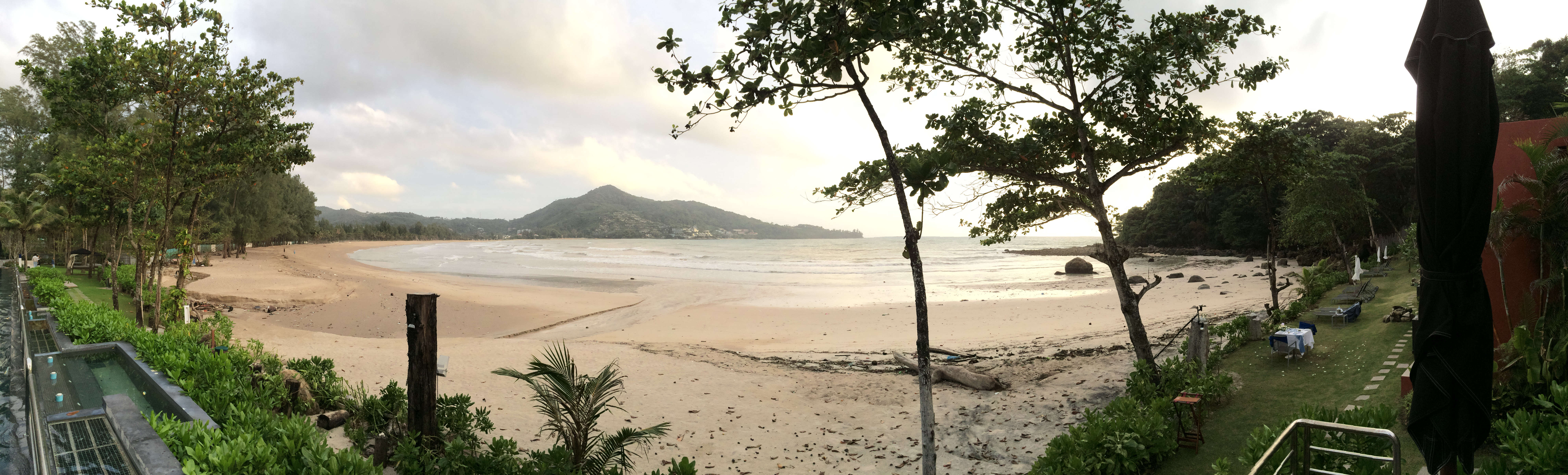
Kamala Beach

Kamala Beach är en strand på västra Phuket i Thailand.
Stranden ligger vid en liten fiskeby med samma namn, ca 5 km norr om Patong Beach. Den är ungefär 2 km lång och har ett varierat utbud av hotell och gästhus samt fisk- och skaldjursrestauranger. Kamala Beach har regelbundna bussförbindelser till Phuket City dagtid.
Utelivet på stranden är begränsat, varför den har blivit populär bland framför allt barnfamiljer som söker lugn. Nära norra änden av stranden befinner sig Phuket Fantasea, en stor nöjespark.